# Altes Schloss (Eslarn)
Das abgegangene Alte Schloss von Eslarn befand sich auf einer Anhöhe nördlich der Pfarrkirche („oberhalb des Marktes am Berg“) des Oberpfälzer Marktes Eslarn. Bei dem Ortsbrand von 1567 ist auch das Schloss eingeäschert und nicht mehr neu erbaut worden. Die Anlage wird als Bodendenkmal unter der Aktennummer D-3-6441-0007 im Bayernatlas als „untertägige Befunde des abgegangenen „Alten Schlosses“ von Eslarn“ geführt.

## Geschichte
Eslarn war der Mittelpunkt einer kleinen Rodungsherrschaft. Bei einer Schenkung des Bernold von Treswitz an die Kirche in Böhmischbruck werden 1255 als Zeugen die Brüder Wolvelin und Heinrich de Eselaern genannt, die Ministeriale der Grafen von Ortenburg waren. Eslarn wurde dann 1272 von Graf Rapoto IV. von Ortenburg-Murach an den bayerischen Herzog Ludwig II. verkauft. Danach hat hier das Amt Eslarn (in officio Eslaern) der Wittelsbacher bestanden, das spätestens 1326 in dem Amt Rotenstat (Rothenstadt) aufgegangen ist und das später im Urbar des Viztumamtes Lengenfeld genannt wird. In einem Verzeichnis der Pfarreien des Bistums Regensburg wird 1326 auch Eslarn auch als Pfarrei genannt.
Mitte des 14. Jahrhunderts wird das Richter- und Pflegamt Treswitz geschaffen, das die Urbarämter Eslarn, Waidhaus und Treswitz umfasste und dem Viztumamt Nabburg zugehörig war; erster Richter war Otto der Zenger. 1594 wurden die Pflegämter Treswitz und Tännesberg vereinigt und dieses neue Gericht wurde 1799 in ein Landrichteramt überführt. Die Ämtervereinigung bezog sich auf die Hochgerichtsbarkeit, die dann vom Oberamtmann in Burgtreswitz ausgeübt wurde. Daneben bestanden aber vom 15. bis 18. Jahrhundert noch das Richteramt in Eslarn und Waidhaus. Ende des 15. Jahrhunderts wird in Eslarn ein Richter eingesetzt, der auch das Marktrecht wahrnahm. 1629 heißt es nochmals, dass das Amt Treswitz zu Eslarn einen Richter habe, 1756 ist das Richteramt und 1804 der in den Ruhestand versetzte Richter zu Eslarn erwähnt. Das vom Herzog beanspruchte Hofmarktsrecht war aber nicht unbestritten und 1529 wurde entschieden, dass den Stöckl das Hofmarksrecht zusteht, ebenso das Kirchtagsrecht und das Recht, die kleineren Wändel der Hofmarksuntertanen zu strafen. 1562 heißt es nochmals, dass die Stöckl die Hofmarksgerechtigkeit und die Hofmarksfreiheit über ihre Mannschaften in Eslarn innehaben. Die Hofmark Eslarn bestand bis 1591; damals verkaufte die Witwe des Hieronymus Stöckl an den Pfalzgraf Casimir alle Güter in und um Eslarn.
Der nächste bekannte Kleinadelige zu Eslarn war Ruger der Punzinger; dieser war 1377 Richter in Rieden, im darauf folgenden Jahr heißt es, dass er „in Eslarn gesessen“ sei. 1384 wird erstmals ein Sitz zu Eslarn genannt, denn in diesem Jahr verkaufen Ruger der Punzinger und sein Sohn Ulrich an den Alrecht dem Chrätzlein (Krätzl) zu Neusath ihren Sitz zu Eslarn und alle ihre weiteren Besitzungen um Eslarn. In einem weiteren Kaufvertrag vom 24. November 1384 verkaufen Ruger der Punzinger und seine Söhne Ulrich und Friedrich auch die an einen Zenger verpfändeten Grundstücke; diese Familie wird nochmals am 27. Dezember 1384 genannt, als sie einen Vergleich mit den Landgrafen von Leuchtenberg wegen „des Beheimrewt, die an die Chylaw stößt“ abschließen. Nochmals taucht ein Caspar Pünzinger 1438 auf, der zu Eslarn einen Hof und sechs Sölden und weitere Grundstücke besitzt. Diese Besitzungen waren ein Lehen von der Kurpfalz. Am 20. September 1387 kommt der Sitz an Rupprecht den Grienauer von Pilgramsreuth, Schwiegersohn des Krätzl, und am 25. Februar 1391 an Ruger den Warperger zu Dieterskirchen. 1406 wird der Besitzer der Eslarer Güter als Ruger Warperger zu Eslaen genannt, der aber angibt, dass er „auf Reichenstein gesessen“ sei. Am 21. Juni 1415 verkaufen Ruger den Warperger und sein Sohn Ulrich ihren Eslarner Sitz an Hildprant der Geiganter unter Vorbehalt eines Wiederkaufsrechts auf vier Jahre. Am 20. Februar 1424 wird die „feste Behausung und Hofmark zu Eslarn mit allen Zugehörungen“ von Ulrich Warperger, gesessen zu Kürnberg, an Herzog Johann von Pfalz-Neumarkt verkauft. Der Pfalzgraf verkauft den Großteil seiner Besitzungen an Wenzel Schetz, der seine Erwerbungen 1429 an Ulrich Draswitzer verkauft, darunter auch den „Sitz und Hofbau zu Eslarn“ und weitere Besitztümer. Am 2. Juni 1441 erhält Ulrich Dreswitzer durch Pfalzgraf Johann diese Güter als Lehen.
Die Familie der Stöckl ist seit Mitte des 15. Jahrhunderts in Eslarn nachweisbar. 1443 hat Kaspar Punzinger dem Wolfhart dem Stocklein verschiedene Güter, eine Öde sowie ein Holzwachs in Eslarn verkauft. 1447 erhält Wolfhart Stöckel für Dienste, die er Christoph von Pfalz-Neumarkt und seinem Vater Johann geleistet hat, die Besitzungen des Ulrich Draswitzer. In diesem Jahr erwirbt Wolfhart Stöckel die „Maushammer Güter“ zu Eslarn von Kaspar Punzinger, der „Trifterin Erbe“ und das „Schloß mit allen seinen Nutzen und Zugehörungen“. Das Ernfelser und Hohenfelser Lehen, in der Pfarrei Michelsneukirchen und im Gericht Falkenstein gelegen, sowie einen Hof zu Wiesent erhielt er ebenfalls, und diese blieben bis zum Erlöschen des Geschlechts bei den Stöckl. Nach dem Tod des Wolfhart Stöckel († 1475) folgte ihm sein Sohn Hans Stöckel nach. Später wurde er Pfleger zu Tännesberg. Er war bis 1510 Inhaber der zum Schloss gehörenden Besitzungen von Eslarn und auch der auswärtigen Besitztümer. Da er keine männlichen Erben hatte, übergab er seine Besitzungen an seinen Schwiegersohn Bernhardin Stöckel († 23. Dezember 1545) und dessen eheliche Erben. Dieser war der jüngste Sohn eines anderen Hans Stöckel von Rottach. Er hat 1490 die Erbtochter Appolonia Stöckel († um 1500) geheiratet. Aus der Ehe gingen vier Kinder hervor (Jörg, Sebastian, Margaret und Anna).

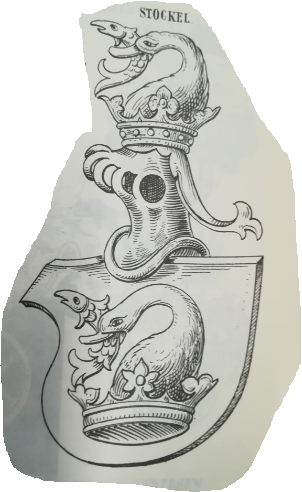
Wappen der Stöckel von Eslarn

Bernhardin hat unmittelbar nach seiner Heirat im Schloss zu Eslarn Wohnung genommen; zuerst hat er hier die Eslarner Güter des Ritters Ulrich Zenger von Trausnitz verwaltet bzw. die Güter, die er 1506 von dessen Sohn Georg Zenger zum Schneeberg erhalten hat. Ab 1510 kommen die Güter seines Schwiegervaters hinzu. Am 26. Februar 1510 werden ihm diese als Lehen übertragen. 1514 konnte er seinen Besitz zu Eslarn durch Ankäufe von Höfen und Zehnten des Wilhelm Stainer zum Rockenstein erweitern. Zu dieser Zeit war er Pfleger von Pleystein. 1522 erhielt er das Rottacher Erbe seiner Familie, nachdem sein älterer Bruder Leonhard verstorben war. Am 29. Oktober 1523 verkauft er „Sitz und Sedel zu Rotach“ an das Kloster Tegernsee. 1524 erwarb er von seinem Vetter Sebastian Vingerl dessen Veste Altenschwandt. Aber bereits im April 1536 verkauft er diesen Besitz wieder an Jobst von Tonndorf um 1400 Gulden. 1539 erwirbt er von Bernhard Hausknecht von Eslarn Gründe in Dieselreut, Tresenreut und Pasenreut. Nach dem Tod seiner Frau Appolonia hat sich Bernhard mit Anna von Perglas († 1566) verheiratet. Aus dieser Ehe gingen die drei Söhne Wolf, Hans Jörg und Hieronymus sowie die Tochter Barbara (⚭ mit Ernst Rauschengründer) hervor. Nach dem Tod des Bernhard Stöckels kam das Erbe 1545 an seine Söhne Wolf, Hans Jörg und Hieronymus. Der älteste Sohn Wolf war verheiratet mit Helena von Schlammersdorf, er war Richter zu Cham, verstarb aber bereits 1552. Auch der Bruder Hans Jörg verstarb früh, sodass  Hieronymus als Alleinerbe übrigblieb. Er wird 1534 als Hauptmann zu Waldsassen genannt. Seine erste Ehefrau war Margarete († um 1550), Tochter des Johannes Walrab. Diese war in erster Ehe vermählt mit einem von Castell, Eichstätter Pfleger zu Arnsberg. Ihre Ehe mit dem  Hieronymus verlief sehr unglücklich; wie ein Vertrag über 800 fl zeigt, die er ihr auszahlen musste für die Zeit, da sie bei ihrer Mutter war. Hieronymus hat eine uneheliche Tochter namens Margareta Prockhoß gezeugt; diese lebte 1639 noch in Moosbach und war dazumal um die siebzig Jahre alt. Im Alter von 70 Jahren hat der bislang ohne eheliche Kinder gebliebene Hieronymus 1578 ein zweites Mal geheiratet, und zwar die Sibylla von Giech, Tochter des Quirin Leonhard von Giech zu Thurndorf. Aus dieser Ehe gingen drei Kinder hervor, zwei starben gleich nach der Geburt, überlebt hat eine Tochter (* 1581).
Hieronymus, der 1552 in den Besitz von Eslarn kam, weilte damals in Kriegsdiensten bei dem  Markgraf Albrecht Alccbiades von Brandenburg-Kulmbach. Deshalb vertrat ihn beim Lehensempfang sein Onkel Christoph von Perglas zu Götzengrün. Bis 1553 war er als Hauptmann auf der Burg Hohenlandsberg. Im April 1554 zogen gegnerische Truppen vor Hohenlandsberg auf und „beschossen sie ohne Unterlaß mit solchem Ungestüm, daß sie sich schon nach wenigen Tagen auf Gnad und Ungnad ergeben mußte“. Hieronymus Stöckel wurde gefangen genommen und nach Würzburg geführt; er musste eidlich schwören, nie mehr ein Pferd zu besteigen. Nach einem Jahr kam er wieder frei, bis 1559 vertrat ihn weiterhin sein Onkel Christian von Perglas in allen Lehensangelegenheiten. 1561 wurde das Reiseverbot gegen ihn aufgehoben. Da er keine ehelichen Erben hatte, schloss er am 24. November 1566 mit seinem Oheim Heinrich von Gleißenthal einen komplizierten Erbvertrag, da es vor allem schwierig war, die allodialen und die lehensrechtlichen Güter zu trennen. Am 16. Mai 1567 brach in dem Haus eines Stöcklischen Untertanen, in dem „eine Infrau zur Herberg“ wohnte, ein Brand aus. Durch Funkenflug griff der Brand auf das Schloss und die Nebengebäude über und alles brannte nieder. Bereits einen Tag später schrieb Hieronymus einen Brief an den Statthalter der Oberpfalz zu Amberg, den Pfalzgraf Ludwig, mit der Bitte um Korn für seine Untertanen und der Bitte, dass die Leute der Ämter von Treswitz und Pleystein „ihm und seinen armen Leuten“ durch Scharwerk zu Hilfe kämen. Das neue Gebäude wurde dann südlich von Eslarn errichtet.